# Beatrix Bühler
Beatrix Bühler (* 13. Juli 1948 in Freiburg im Breisgau; † 21. Juni 2014 in Bern) war eine deutsche Regisseurin und Dramaturgin.

## Leben
Beatrix Bühler studierte in Berlin und Wien Theaterwissenschaft, Philosophie und Germanistik. 1981 ging sie ans Stadttheater Bern und begann dort als Regieassistentin, später war sie als Regisseurin und Dramaturgin verpflichtet, ab 1990 arbeitete Bühler freischaffend. Von Anfang an war sie dem 1982 gegründeten Theaterfestival AUAWIRLEBEN verbunden, das sie von 1985 bis 2014 teilweise leitete. Daneben war sie maßgeblich an der Entstehung des Schlachthaus Theaters Bern beteiligt. Bühler unterstützte in vielfältiger Weise junge Künstler und setzte sich für das Kinder- und Jugendtheater ein.
Die vielfach ausgezeichnete Künstlerin erlag kurz vor Vollendung ihres 66. Lebensjahres einem Krebsleiden.

## Inszenierungen (Auswahl)
- 1987: Die mutige Kathrin von Guy Krneta
- 1988: Dr Sudu von Guy Krneta
- 1989: Till Eulenspiegel von Guy Krneta
- 1991: Dr aut Lehme von Guy Krneta
- 1994: Marthas Eltern von Guy Krneta
- 1994: Ursle von Guy Krneta

## Auszeichnungen
- 1997: Sisyphus-Preis der Stadt Bern für außerordentliche Kulturarbeit
- 2007: Jubilee-Award des Migros-Kulturprozent
- 2008: Kulturpreis des Kantons Bern (mit AUAWIRLEBEN)
- 2014: Prix Suisseculture für kuratierende und kulturpolitische Arbeit
- 2014: Schweizer Theaterpreis (mit AUAWIRLEBEN)